# Łasica indonezyjska
Łasica indonezyjska (Mustela lutreolina) – gatunek małego drapieżnego ssaka z rodziny łasicowatych (Mustelidae) zamieszkujący wyspy Jawa i Sumatra na wysokościach powyżej 1000 m n.p.m. Żyje w górskich lasach tropikalnych.
Zgodnie z czerwoną księgą IUCN do 1996 Mustela lutreolina uznawano za gatunek zagrożony, dziś oznaczony jest statusem Data Deficient ((ang.) brak danych).